# 民主韩国党
民主韩国党（韩语：／）是韩国历史上的一个自由主义政党。该党成立于1981年1月17日，为第五共和国时期全斗焕当局扶植的卫星党，曾是仅次于执政党民主正义党的韩国国会第二大党。1988年4月29日，该党被注销。